# Смит, Тилли
Тилли Смит (англ. Tilly Smith; род. 1994, Суррей, Великобритания) — британка, получившая широкую известность после того, как в возрасте 10 лет спасла жизни примерно 100 туристов, находившихся на пляже в Таиланде во время цунами в Индийском океане в 2004 году.

## Биография
На момент событий Тилли Смит была ученицей школы Оксшот Праймари в графстве Суррей. За несколько недель до поездки в Таиланд её учитель по географии рассказал классу о признаках надвигающегося цунами.
В декабре 2004 года Тилли с родителями находилась на отдыхе в Кхаулаке, Таиланд. Увидев, как море внезапно отступает и появляются волны с пенными гребнями, она сразу вспомнила признаки цунами и убедила родителей предупредить всех на пляже. Благодаря её настойчивости, люди были эвакуированы, и никто на этом участке пляжа не погиб.

## Признание
За свои действия Тилли получила похвалу от мировых лидеров, включая президента США Билла Клинтона и принца Чарльза. В 2005 году она получила награду «Child of the Year» и была приглашена выступить на Всемирной конференции ООН по снижению риска бедствий в Кобе, Япония.

## Дальнейшая жизнь
Став взрослой, Тилли ушла от публичной жизни. По данным открытых источников, в 2020-х годах она живёт в Лондоне и работает в частной компании, связанной с морским сектором.